# Maria del Mar Serna Calvo
Maria del Mar Serna Calvo (Aguilar de Campoo, Palència, 1955) va ser la consellera de Treball de la Generalitat de Catalunya des de novembre de 2006 fins al novembre de 2010
És advocada Laboralista de la UGT de Catalunya (1977-1982), i Directora General de Relacions Laborals del Departament de Treball i Indústria des del 26 de gener de 2004. Va ser magistrada de l'ordre jurisdiccional social, amb destí al jutjat social de Barcelona, des del gener de 2001 fins a gener de 2004 i Inspectora de Treball i Seguretat Social, de 1984 al 2000.
És professora Associada de Dret Laboral de la Facultat de Dret de la Universitat Pompeu Fabra, des de 1997 fins avui en dia.
Va ser consellera Laboral i d'Assumptes Socials de les Ambaixades d'Espanya a Veneçuela, Colòmbia i República Dominicana (1994-1997), i consellera adjunta de Dret del Treball i Relacions Laborals a l'Oficina Regional de la OIT per a Amèrica Latina i el Carib, a Lima (Perú) (1989-1991).
No està afiliada a cap partit polític.